# Ганна (гміна)
Гміна Ганна (пол. Gmina Hanna) — сільська гміна у східній Польщі. Належить до Володавського повіту Люблінського воєводства. Станом на 31 грудня 2011 у гміні проживало 3116 осіб.

## Площа
Згідно з даними за 2007 рік площа гміни становила 139.02 км², у тому числі:
- орні землі: 77.00 %
- ліси: 17.00 %

Таким чином, площа гміни становить 11.07 % площі повіту.

## Історія
Як звітував командир сотні УПА Іван Романечко («Ярий»), у червні 1946 року польська армія вигнала українців зі своїх осель у гмінні Ганна з метою їхньої депортації до УРСР.

## Населення
Станом на 31 грудня 2011:
| Опис     | Загалом | Загалом | Чоловіки | Чоловіки | Жінки | Жінки |
| -------- | ------- | ------- | -------- | -------- | ----- | ----- |
| одиниця  | осіб    | %       | осіб     | %        | осіб  | %     |
| все      | 3116    | 100     | 1551     | 49.78    | 1565  | 50.22 |
| міське   | 0       | 100     | 0        |          | 0     |       |
| сільське | 3116    | 100     | 1551     | 49.78    | 1565  | 50.22 |

## Сусідні гміни
Гміна Ганна межує з такими гмінами: Славатичі, Соснувка, Тучна, Володава.